# 낙동법
낙동법(烙桐法)은 오동나무의 겉면을 뜨거운 인두로 지지거나 불로 그슬린 후 볏짚 또는 어피(魚皮)로 문질러 단단한 무늬결은 남기고 연한 표면은 깎아내는 기법이다. 나무 소재의 아름다움을 살리기 위한 한국의 전통 장식 기법으로, 검게 탄 색감이 자연스럽게 드러나 깊이 있는 자연의 아름다운 목리(木理)를 부각시켜주기 때문에 조선 시대 사랑방 가구의 가공에 주로 사용되었다.